# Koichi Oita
Koichi Oita (種田 孝一 Oita Koichi?) (Tokio, 9 de abril de 1914-11 de septiembre de 1996) fue un jugador de fútbol japonés y director.

## Biografía
Oita nació en Tokio  Fue parte de la Selección de fútbol de Japón para la competición de fútbol de los Juegos Olímpicos de Berlín en 1936. Muere de fallo cardíaco el 11 de septiembre de 1996 en Tokio.

## Estadísticas de la selección
| Selección de Japón | Selección de Japón | Selección de Japón |
| Año                | Part.              | Goles              |
| ------------------ | ------------------ | ------------------ |
| 1936               | 2                  | 0                  |
| Total              | 2                  | 0                  |